# 阿豺
阿豺（あさい、生年不詳 - 426年）は、吐谷渾の首長。阿柴とも書かれる。

## 生涯
視羆と念氏のあいだの子として生まれた。417年、西秦の安東将軍の乞伏木弈干と堯扞川で戦って敗れた。兄の樹洛干が死去すると、その後を嗣いで、驃騎将軍・沙州刺史を自称した。羌や氐を兼併してその領土は方数千里に及び、強国と呼ばれた。また従子の西彊公勅来泥に命じて新たな領土を開拓し、龍涸や平康に及んだ。
423年、阿豺は南朝宋に遣使して朝貢した。少帝により阿豺は都督塞表諸軍事・安西将軍・沙州刺史に任じられ、澆河公に封じられたが、拝受しなかった。426年、文帝により改めて叙任を加えられたが、その使者が到着しないうちに、阿豺は死去していた。
阿豺は死の床にあって、後継者として従弟で同母異父弟（叔父の烏紇提の子）にあたる慕璝を指名した。死後、一族の間で争いが起こるのを恐れ、自らの20人の子を呼び寄せると、1人1本ずつの矢を出させた。20本の矢を受け取った阿豺は、そのうち1本を慕璝の弟である慕利延に渡し、折ってみるよう命じた。矢はたやすく折れた。今度は残りの19本を束ねて渡して折らせたが、矢は折れなかった。そこで「お前たち分かったか。一本では折れやすいが、集まればくじき難い。皆が心を一にして力を尽くしてこそ社稷を堅固にすることができる」と諭したという。
442年、南朝宋により阿豺は安西将軍・西秦河沙三州諸軍事・沙州刺史・護羌校尉・隴西王の位を追贈された。

## 子女
子は20人あった。
- 緯代（南朝宋により鎮軍将軍の号を受けた。慕利延に殺害された）

## 参考資料
- 『宋書』鮮卑吐谷渾伝
- 『魏書』吐谷渾伝
- 『梁書』諸夷伝
- 『北史』四夷伝下
- 『南史』夷貊伝下